# Шипиловка (Луганская область)

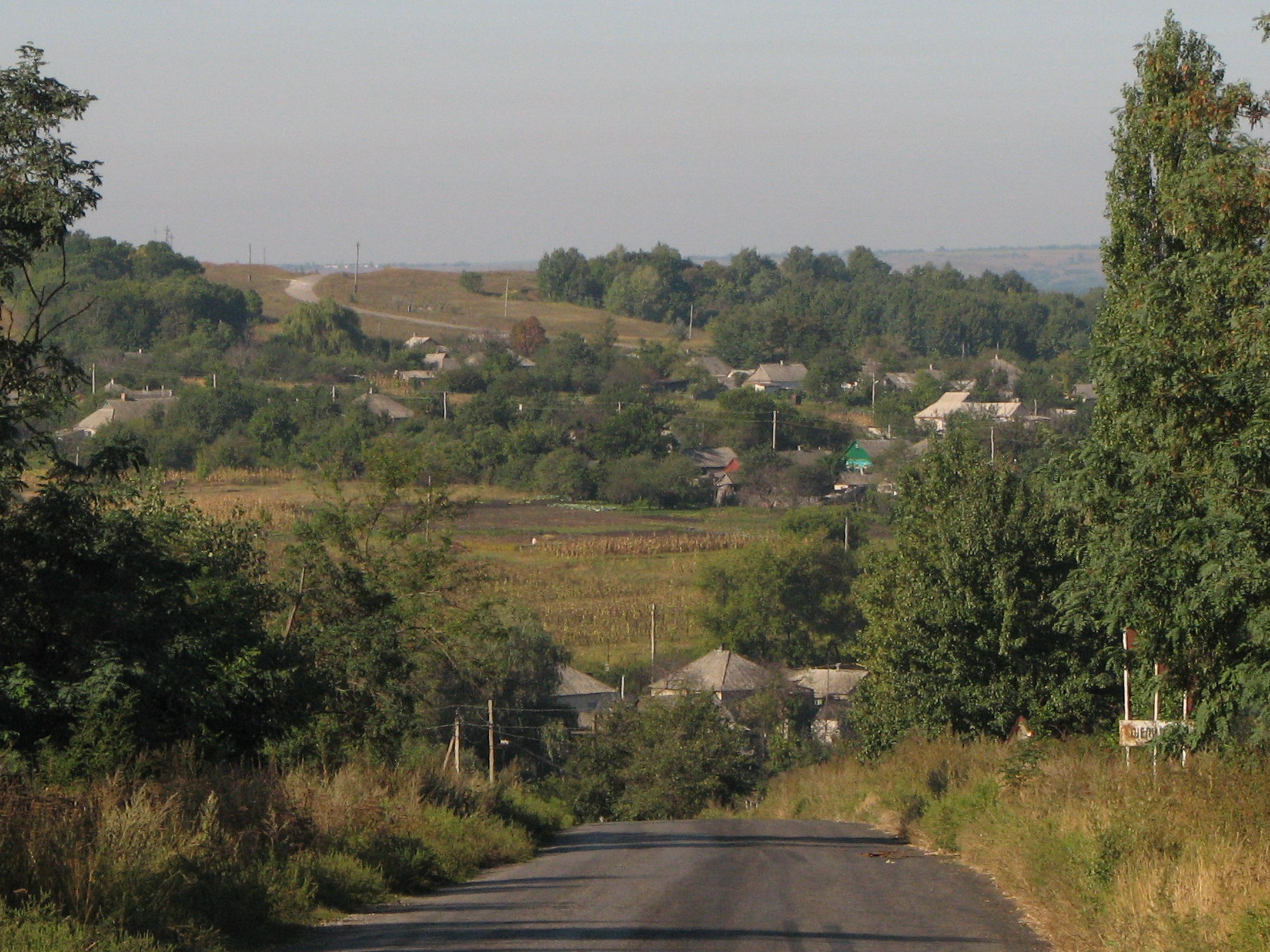
Вид на село с дороги на Приволье

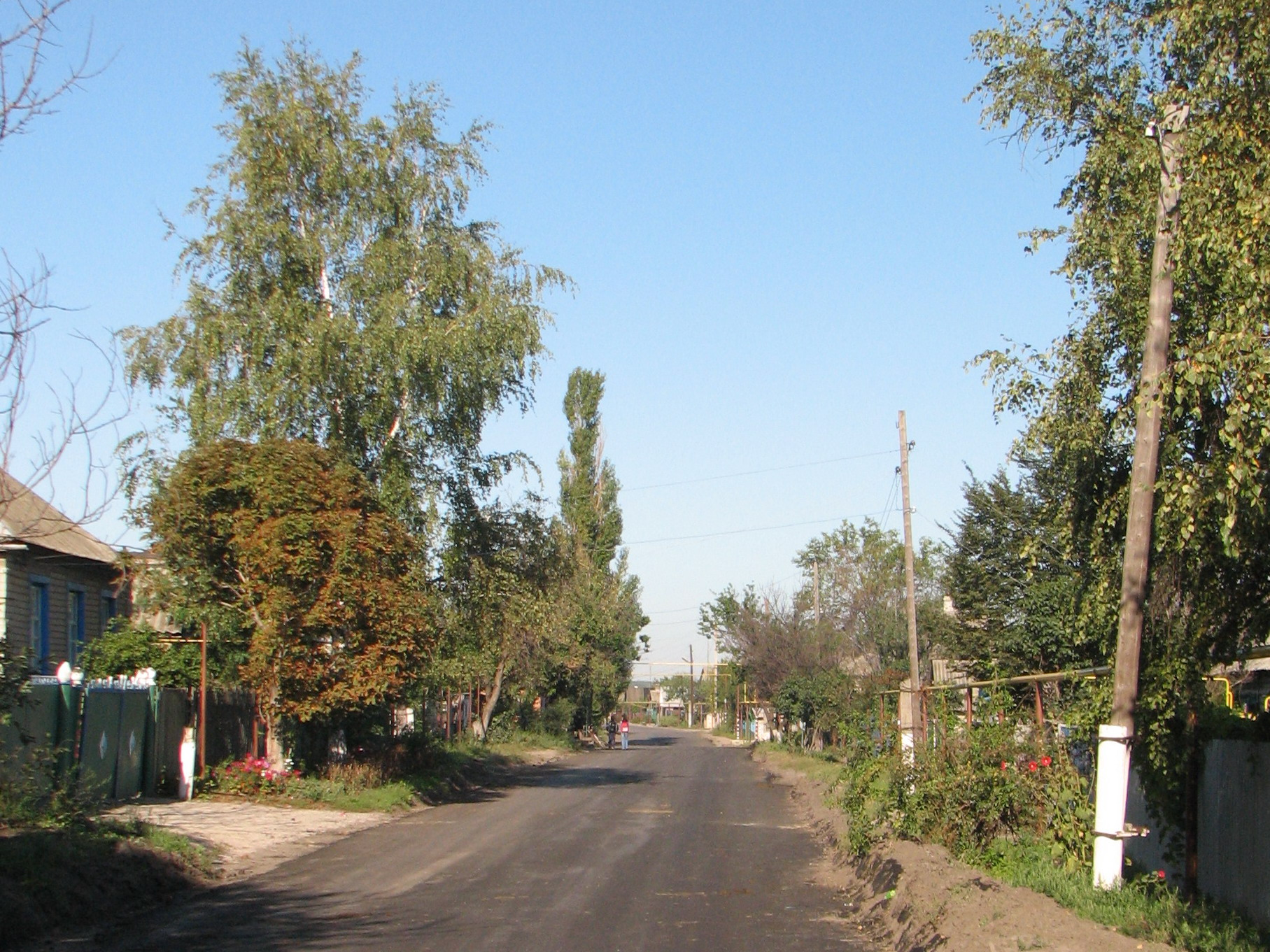
Главная улица (ул. Донецкая)

Шипиловка (укр. Шипилівка) — село в Попаснянском районе Луганской области Украины, подчинено Белогоровскому поселковому совету (пгт Белогоровка).
Расположено на реке Северский Донец. С 1 июля 2022 года контролируется Луганской Народной Республикой.

## География
Село находится в северо-западной части Луганской области.
Расположено в небольшой долине крупного ручья (протекающего по балке Ольховая) на правом высоком берегу Северского Донца. Высота местности над уровнем моря — около 80 метров.
Основные улицы села: Донецкая, Ленина, Петровская, Артема.

## Название
Название села, судя по всему, восходит к старинному славянскому имени-прозвищу Шипил, Шипило, которое упоминается в документах XV—XVI веков. Деревни с таким же названием существуют также на территории Российской Федерации.
Встречаются также варианты названия Шипилово, Шепиловка, Шепилово (последний вариант написан на дорожном знаке на въезде в село — укр. Шепілове).

## Транспорт
Существует автобусное сообщение с расположенными неподалёку городами Приволье и Лисичанск.

## Предприятия и организации
В селе действуют несколько магазинов, функционирует сельский клуб, библиотека, начальная школа, отделение связи. На берегу Северского Донца располагается турбаза.

## История

### До основания села
Ранние поселения в окрестностях села существовали с давних пор: вблизи Шипиловки археологами обнаружены поселения эпохи поздней бронзы (3—1 тыс. лет до н. э.) и салтовской культуры (сер. VIII — нач. X вв.).
Более поздние экспедиции обнаружили в окрестностях Шипиловки (в устье балки Большой Суходол) ряд археологических памятников, в частности погребения вождя катакомбной культуры и летнюю ставку хана Золотой Орды.
В 1360-х годах в окрестности Шипиловки Абдулах-ханом была временно перенесена столица Золотой Орды.

### После основания села
Впервые село упомянуто на «Достоверной ландкарте между рек Днепра и Донца» 1749 года как слобода Шипиловка.
Позднее село упомянуто на составленной в 1754 г. «Ландкарте Славяносербии» как слобода Шипиловка в числе территорий, отведенных под полк Депрерадовича. (смотри Славяносербия). Кроме Шипиловки, на территории полка Депрерадовича располагалось ещё 2 слободы (Серебрянка и Ковалевка), 65 хуторов и город Бахмут.. Таким образом Шипиловка существовала как слободское поселение ещё до прибытия на поселение в эти места сербов в конце 1754 года.
Тот факт, что Шипиловка упомянута именно как слобода (изначально — свободное поселение), дает основание предполагать, что село было основано переселенцами, получившими льготы от государства с целью заселения ранее пустых земель. Вероятно, село, как и другие поселения Слободской Украины, было основано на рубеже XVII—XVIII — в период массового переселения в окрестные территории жителей Правобережной Украины и представители Донского казачества.
С 1754 года, вблизи Шипиловки располагалось военное поселение 5-й роты Бахмутского гусарского полка, располагавшееся на месте современного города Приволье. 5-я рота была сформирована на основе располагавшейся здесь же 4-й роты полка генерала Депрерадовича.
Шипиловка упомянута в переписи населения Азовской губернии 1778 года в Бахмутском уезде: «На вновь отведенных Азовскою губернскою канцеляриею дачах владельческие селении: Капитана Иванова в слободе Шипиловке, число душ: муж. 110, жен. 91»
По данным 1787 года в Шипиловке насчитывается 251 житель (мужчин — 131, женщин — 120). Поселение указано как «деревня Шипиловка капитанши Ивановой», приведена площадь «земли удобной» — 2200 десятин, «земли неудобной» — 210 десятин.
В «Списке населённых мест Екатеринославской губернии» 1859 года Шипиловка упомянута как селение «По левую сторону от чумацкой дороги из г. Бахмута на Луганский сталелитейный завод и г. Старобельск»

769 — Шепиловка, деревня владельческая при реке Северском Донце, число дворов — 19, жителей мужского пола — 95, женского — 101.

В графе «Церкви, учебные заведения, почтовые станции, ярмарки, пристани, заводы» сведений не указано.
Летом 1892 года вблизи села проводились геологоразведочные работы Геологического Комитета под руководством О. Н. Чернышева.
В «Списке населенных мест Бахмутского уезда» за 1911 год (данные 1908 года) про Шипиловку приводятся следующие сведения:

Шепиловка (Берестовая). Разряд крестьян — бывшие помещичьи. Число дворов (хозяйств) — 83. Количество населения — 509 человек, мужчин — 258, женщин — 251. Земля выдана на 84 надела (на 84 души), размер надела — 4 десятины. Во владении находится 336 десятин земли, из них удобной — 252 десятины, неудобной — 84 десятины.

На юго-западном краю села, в дубовой роще, можно обнаружить остатки фундамента большой усадьбы, вероятно, принадлежавшей одному из помещиков, владевших селом.
В декабре 1919 г. в районе Шипиловки 4 кавалерийская дивизия 1-й конной армии РККА вела боевые действия против отступающей после Московского похода армии ВСЮР.

### В годы Великой Отечественной войны

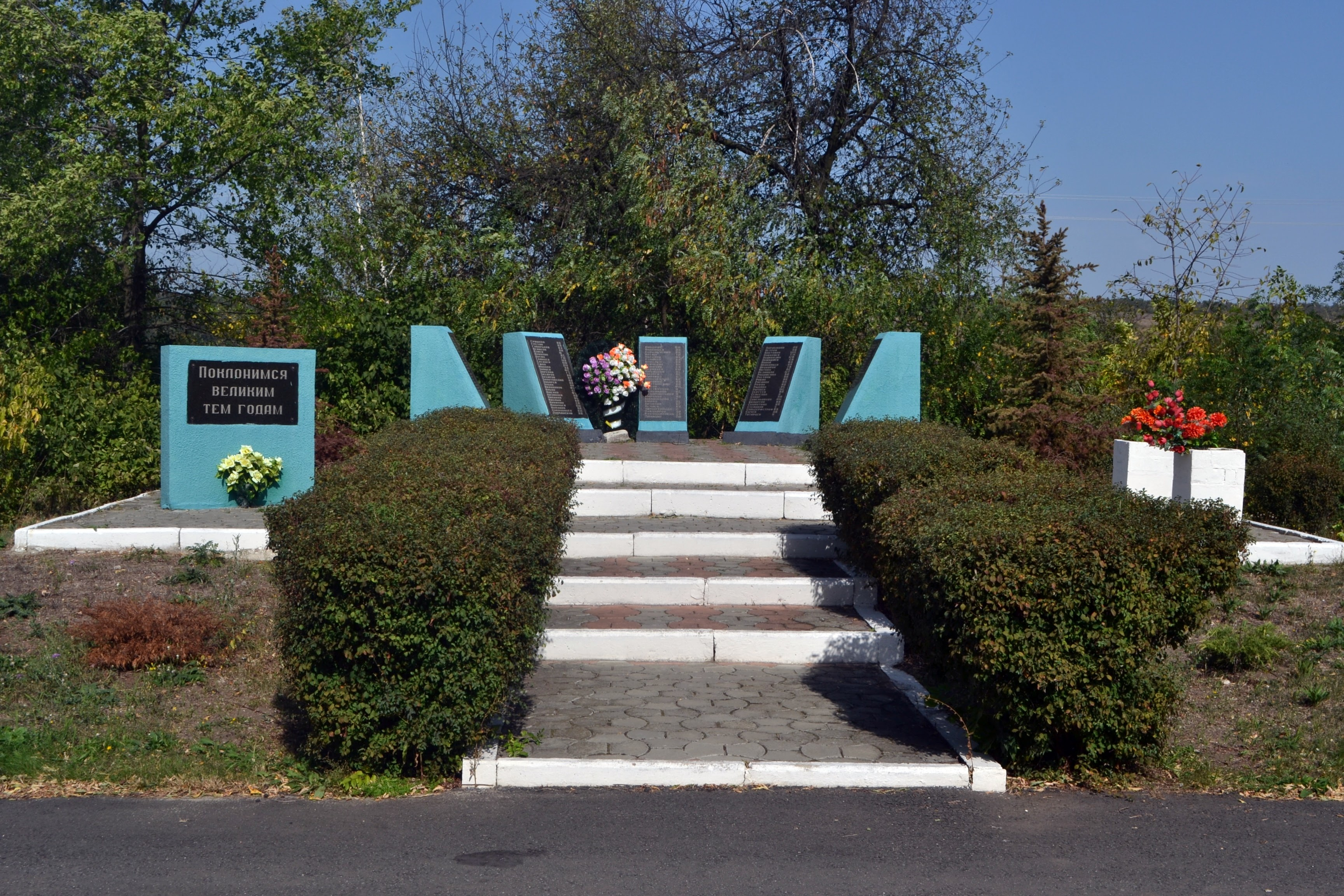
Памятник советским воинам, погибшим в Великой Отечественной войне

Во время Великой Отечественной войны вблизи Шипиловки находилась транспортная переправа через Северский Донец, за село велись ожесточенные бои. Оккупировано немецкими войсками осенью 1941. В первый раз освобождено советскими войсками зимой 1941—1942, в июле 1942 года вновь оставлено отступающей советской армией.
Окончательно Шипиловка была освобождена ранней осенью 1943 в ходе Донбасской операции.
В апреле 1942 решением оккупационной немецкой власти все жители Шипиловки были принудительно эвакуированы в село Малорязанцево.
В центре села находится братская могила советских воинов (1942—43), в 1955 году возле неё установлен памятник.
До середины 1970-х годов в реке на переправе стояли подбитые советские танки.

### Послевоенное время
По данным 1946 года Шипиловка входила в состав Лисичанского района (позже упраздненного) на территории Шипиловского сельского совета. По данным за 1979 год село относится к Попаснянскому району в составе Белогоровского поселкового совета.
В конце 1940-х годов в село проведено электричество.
В начале 1960-х годах к селу была проложена асфальтированная дорога, проведён водопровод.
В 1970-х годах на берегу Донца вблизи Шипиловки началось активное строительство турбаз, инициированное близлежащими крупными предприятиями.
В 2006 году завершена газификация села.

## Население
По данным переписи населения Украины 2001 года население села составляло 746 человек, из них 83,38 % обозначили родным языком украинский, 16,49 % — русский, 0,13 % — другой.
| Год       | Население, чел. | Дворов |
| --------- | --------------- | ------ |
| 1778      | 201             |        |
| 1787      | 251             |        |
| 1826-1840 | -               | 47     |
| 1859      | 196             | 19     |
| 1908      | 509             | 83     |
| 2001      | 746             | -      |

## Шипиловка на старых картах

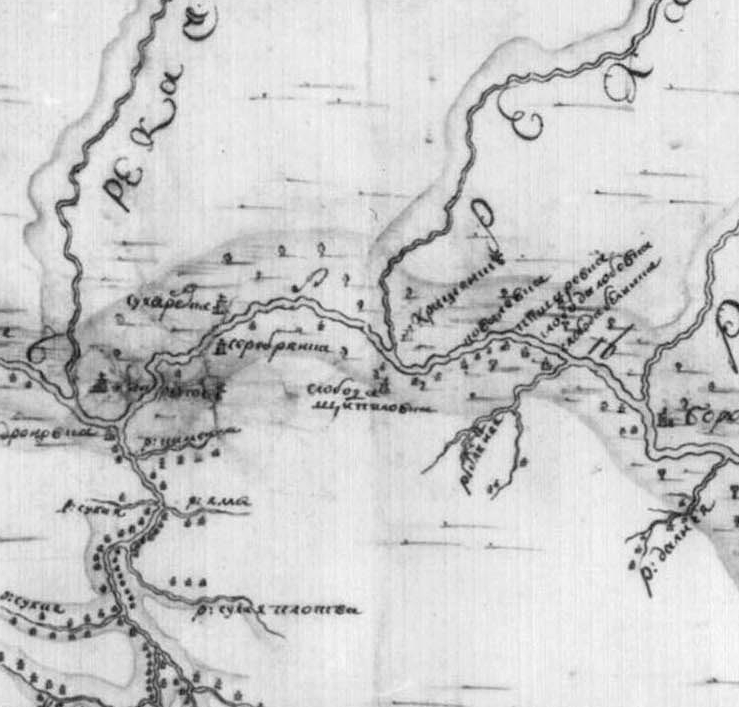
Шипиловка на «Достоверной ландкарте между рек Днепра и Донца» 1749 года
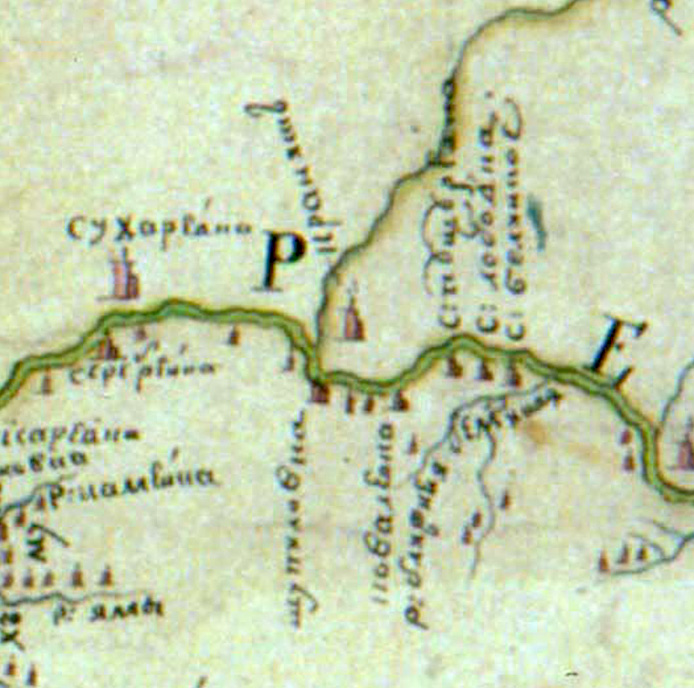
Шипиловка на «Достоверной ландкарте между рек Днепра и Донца» 1750 года
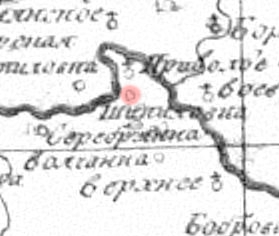
Шипиловка на карте Екатеринославской губернии 1792 года
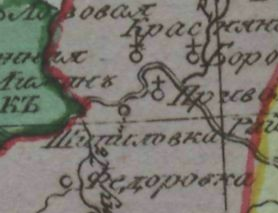
Шипиловка на карте Екатеринославского наместничества, изданная в 1796 году
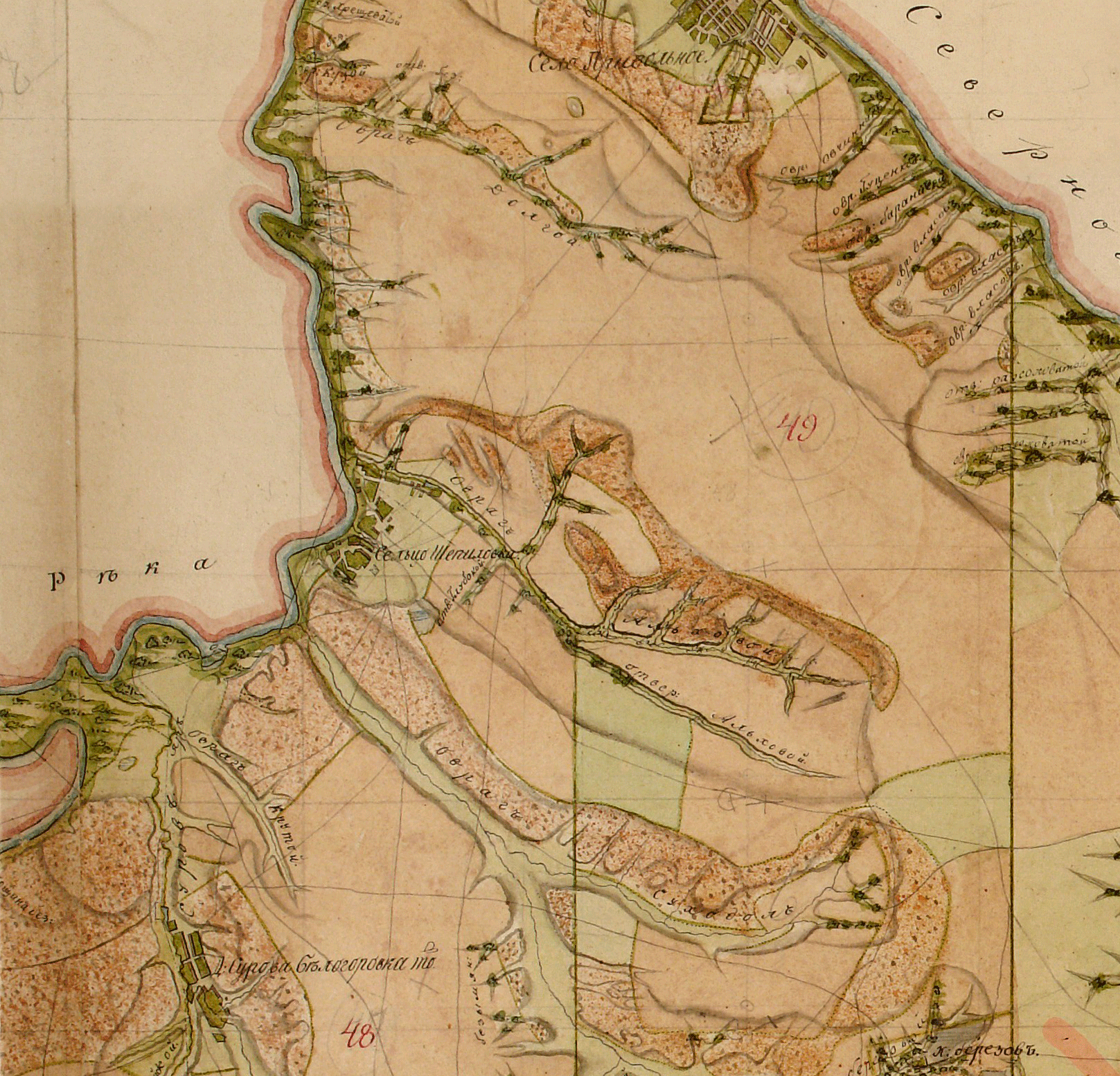
Шипиловка на Плане Генерального Межевания 1830 г.
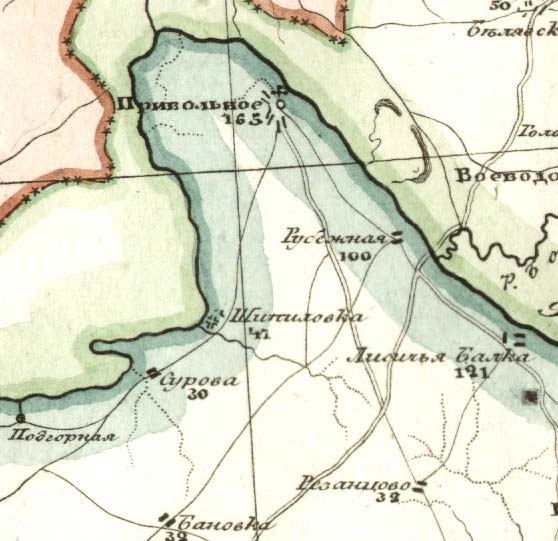
Шипиловка на 10-верстовой карте Шуберта 1826—1840 годов
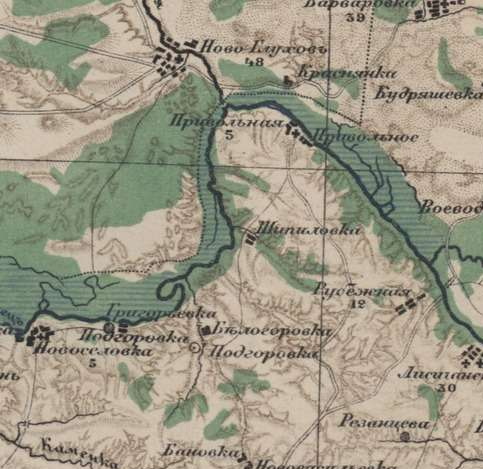
Шипиловка на 10-верстовой карте Стрельбицкого, изданной в 1868 г.
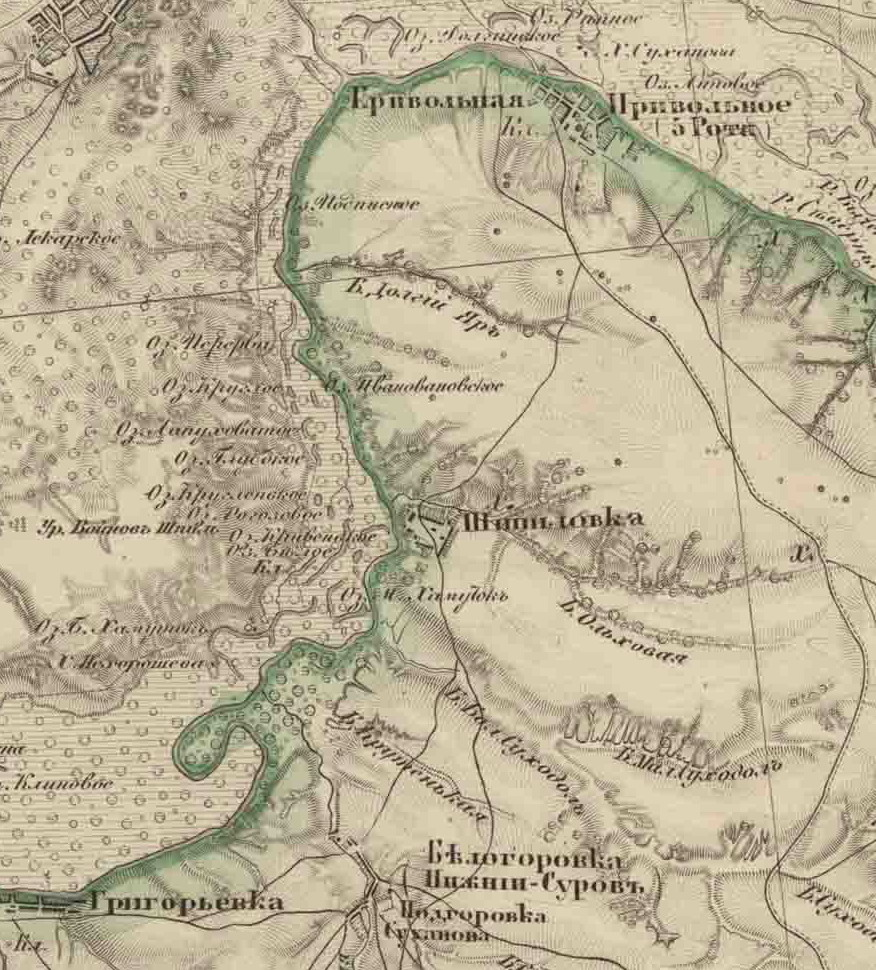
Шипиловка на 3-верстовой карте, снятой в 1860—1890 годах